# Mallodon dasystomum
Mallodon dasystomum es una especie de escarabajo longicornio del género Mallodon, tribu Macrotomini, subfamilia Prioninae. Fue descrita científicamente por Say en 1824.

## Descripción
Mide 20-50 milímetros de longitud.

## Distribución
Se distribuye por Colombia, Costa Rica, Estados Unidos, Brasil, Guatemala, Honduras, México y Nicaragua.